# Pokreis Nagy Hildegarda
Pokreis Nagy Hildegarda (Hildegarda Pokreis, Hildegarda Nagyová; Diószeg, 1956.) levéltáros, gyűjtő.

## Élete
A diószegi cukorgyár, majd a vágsellyei levéltár munkatársa.
2004-ben a diószegi plébánia levéltárát kutatta és rendezte. Diószegi képeslapokat és téglajegyeket is gyűjt.

## Elismerései
- 2020 A közigazgatás fejlesztéséért érdemérem (Medaila za zásluhy o rozvoj verejnej správy)[2]
- Pavol Križko-érem

## Művei
- 1997 Egy kiállítás margójára. In: Élet Sládkovicovón 1997/11-12, 12.
- 2001 Nemecká kolonizácia do Diosegu za vlády Jozefa II. In: Novák Veronika (ed.): Migrácia. Nostra Tempora 4.
- 2001 A németek betelepítése Diószegre II. József uralkodása idején. In: Novák Veronika (szerk.): Migráció. Dunaszerdahely, 101-112.
- 2002 Vágsellye 1002–2002. (tsz.)
- 2004 Vznik a vývoj židovských svetských ľudových škôl na južnom Slovensku. Acta Judaica Slovaca 10, 73-83.
- 2005 Elemi oktatás a Mátyusföldön. In: Bukovszky László (szerk.): Mátyusföld II.
- 2005 A gyáripari termelés kialakulása a Mátyusföldön. In: Bukovszky László (szerk.): Mátyusföld II.
- 2006 A németek betelepítése Diószegre II. József uralkodása idején. In: Márkusné Vörös Hajnalka – Mészáros Veronika (Szerk.): Háztörténetek, Hausgeschichten - A dunántúli németek kulturális jellemzői. Konferencia Veszprémben 2004. október 14–15. Veszprém, 39–48.
- 2007 Miery a váhy v dejinách ľudskej spoločnosti. Archivum Sala - Levéltári Évkönyv III.
- 2007 Archívum Sala. A Pozsonyi Állami Levéltár Vágsellyei Fióklevéltárának Évkönyve. Fórum Társadalomtudományi Szemle (recenzió)
- 2009 Barón Karl Kuffner de Dioszegh a diószegsky cukrovar (tsz.)
- 2010 Veľké Úľany. (tsz.)
- 2010 Židia na Komenského univerzite v Bratislave v rokoch 1920-1940. Acta Judaica Slovaca 2010, 58-71.
- 2012 Analýza vybraných udalostí holokaustu na slovensko-maďarskom pohraničí. Acta Judaica Slovaca 18, 24-33.
- 2013 Chudobinec v Seredi. Slovenský národný archív 2013, 93-97.
- 2016 Židovské náboženské a svetské školy. Slovenský národný archív 2016, 290-310.
- 2018 Zsigárd történelme 1850 és 1918 között. In: Fejezetek Zsigárd történelméből. Szlovákiai Magyar Művelődési Intézet, Duna-szerdahely.
- A Kuffner család szerepe Diószeg és környéke iparosodásában.